# Victor Fonfreide
Victor Fonfreide, né le 22 décembre 1872 à Volvic et mort le 12 septembre 1934 dans la même ville, est un peintre, illustrateur, lithographe français régionaliste. Il a contribué dès l'origine à La Veillée d'Auvergne.

## Biographie

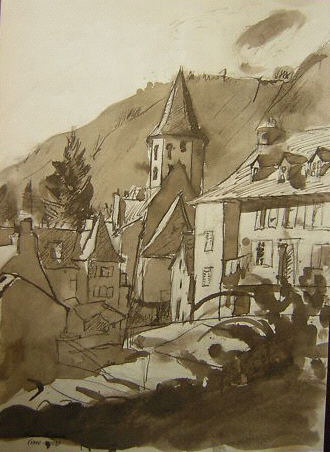
Bourg de Vic-sur-Cère

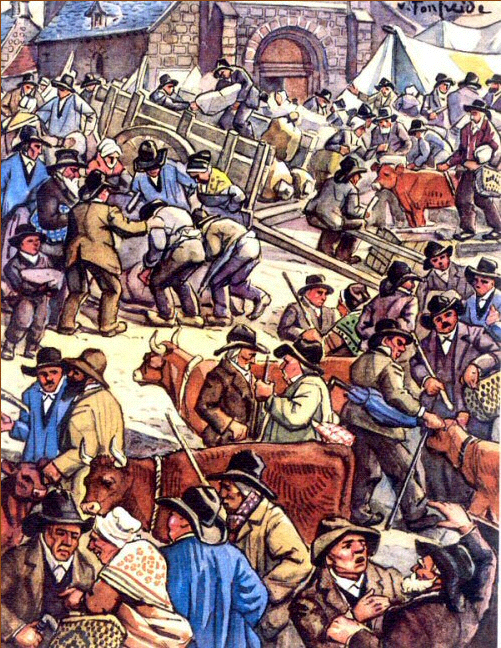
La foire de Mandailles, illustration pour Maurice Prax

Élève de l'École d'architecture de Volvic, des beaux-arts de Clermont-Ferrand, puis de l'ENSAD, il est pendant une dizaine d'années professeur de dessin au lycée d'Aurillac où il rencontre Maurice Prax. Il fréquente alors également l'école de Murol, puis se fixera à Vic-sur-Cère où il possédait une maison avec un atelier.
Ses techniques sont multiples: aquarelle, sculpture, huile, céramique et plomb, mais c'est surtout avec la craie qu'il est le plus intéressant. Ses sujets sont des paysages de l'Auvergne, mais surtout des monuments, des personnages, et des scènes de genre, qu'il traite avec un naturaliste, parfois proche de l’expressionnisme. Sa fille résume sa personnalité par la formule: « regard aigu, crayon habile ».
Mis aux enchères à la suite de la vente de son atelier de Vic, "les cent soixante lots de son fonds d'atelier constituent un ensemble à la fois éclectique (paysages, portraits, scènes de villages, sujets religieux, peintures, aquarelles, gravures, céramiques, médailles et sculptures) et cohérent.
En effet les travaux sont représentatifs de son parcours ouvert sur les grands courants de son temps, l'orientalisme, l'Art nouveau, l'Art déco.
Si l'Auvergne a la part belle, avec des scènes de marché, des figures, Victor Fonfreide, peintre du terroir réputé pour son coup d'œil et ses qualités de coloristes, possédait aussi une veine orientaliste comme en témoignent les tableaux réalisés en Tunisie. Il repose au cimetière de Volvic.

## Famille

### Simone Fonfreide

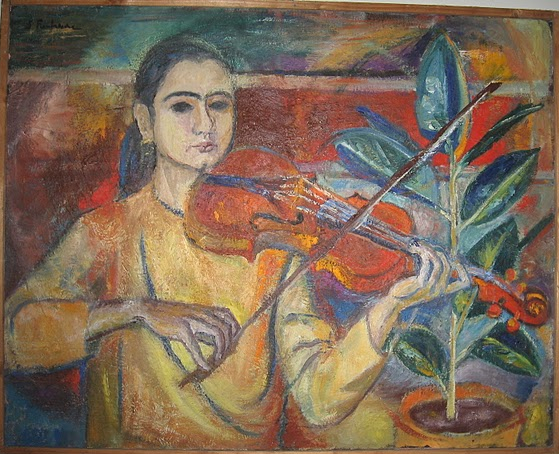
Simone Fonfreide

Fille de Victor Fonfreide née en 1910 à Vic-sur-Cère, elle accompagne son père, carnets à croquis sous le bras, elle dessine les montagnes, les burons, les bergers et leurs troupeaux.
Élève de Fernand Léger, elle pratique la peinture murale et acquiert un style qui associe la pureté, la simplicité des formes et la richesse des couleurs.
À partir de 1955, elle revient s'installer en Auvergne à Vic-sur-Cère, où elle habitera jusqu'à sa mort en 2008. Elle peint de nombreuses huiles, aquarelles, lavis, gouaches représentent les Monts-du-Cantal, les vallées, les hameaux. En parallèle, elle peint aussi les paysages d’Italie, d’Espagne, de la Méditerranée et de certains ports, la Vallée du Lot…
Dans les années 1960, elle découvre la poterie, puis la sculpture sur bois et de la pierre et le tissage de la laine avec des tentures murales.

## Œuvres

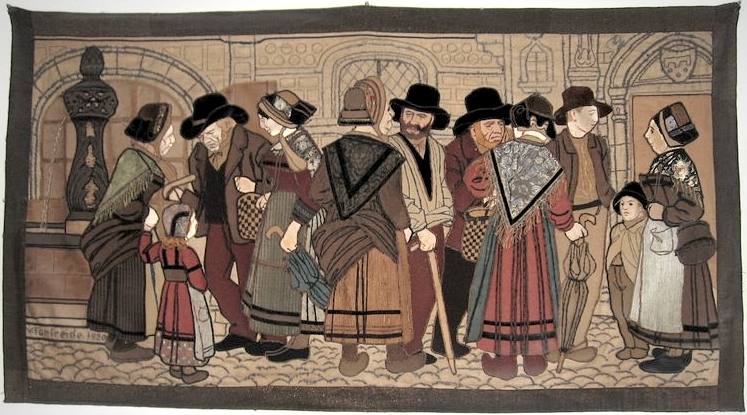
Tapisserie 1920

- Les Auvergnats, coffret 50 lithographies 50x60 cm,
- Plusieurs toiles au Musée d'art et d'archéologie d'Aurillac,
- Carton pour Le Mas, opéra de Joseph Canteloube, 1939
- Victor Fonfreide, Maurice Prax, Les Auvergnats, 1932, réédition éditions Créer
- Victor et Simone Fonfreide, Les églises romanes de la Haute-Auvergne [Bois gravés - illustrations], réédition 1985

### Sources
- Louis Farges, Victor Fonfreide, Revue de la Haute-Auvergne, XXVIII, 1934
- Éric André Freydefont, L'œuvre cantalien de Victor Fonfreide (1872-1934), maîtrise, histoire de l'art, Université de Clermont 2, 2005
- Victor Fonfreide, Camille Gandilhon Gens d'Armes, Édouard Marty, Un artiste auvergnat (1851-1913), 1929. Réédition 2005 éditions Créer
- Joseph Barrière, Victor Fonfreide et son œuvre, conférence à la Veillée d'Auvergne, 22 novembre 1934.
- Fonds d'atelier - Victor Fonfreide, catalogue de la vente aux enchères à Clermont-Ferrand, 21 novembre 2009, Mes Vassy et Jalenques.